# Sweet 75
Sweet 75 byla americká rocková kapela, kterou v roce 1995 založil Krist Novoselic. O rok dříve se zastřelil frontman Nirvany Kurt Cobain a zapříčinil tím rozpad kapely, ve které do té doby Novoselic hrál.
Skupina vydala jen jedno album se stejnojmenným názvem Sweet 75. Album zahrnovalo 14 písniček a zaznamenalo komerční neúspěch. V roce 2000 se kapela definitivně rozpadla.

## Seznam skladeb deskySweet 75
1. Fetch
2. Lay Me Down
3. Bite My Hand
4. Red Dress
5. La Vida
6. Six Years
7. Take Another Stab
8. Poor Kitty
9. Ode To Dolly
10. Dogs
11. Cantos De Pilon
12. Nothing
13. Japan Trees
14. Oral Health

## Členové kapely
- Krist Novoselic - dvanáctistrunná kytara
- Yva Las Vegas - baskytara, zpěv
- Adam Wade - bicí
- Bill Rieflin - bicí